# C6H (tunnelbanevagn)

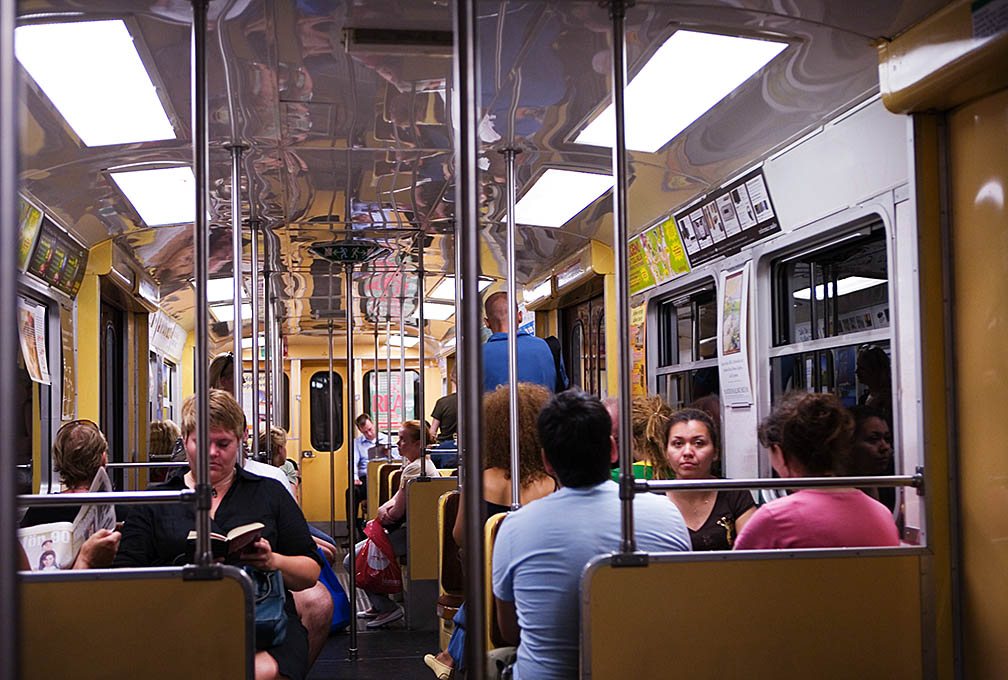
Interiören i en C6H-vagn (2007).

C6H var benämningen på de vagnar i Stockholms tunnelbana som under 1990-talet blev hyttombyggda och omlittererade från C6 till C6H.
I början av 1990-talet inleddes hyttombyggnaderna av C6-vagnarna. Vagnarna fick då littera C6H men märktes ej med H i litterat, men en gul markering på förarhyttens nedre del.

## Hyttombyggnad
Förarhytten till tunnelbanevagnar av typ C6, C7, C8, C9, C10, C11, C12, C13, C14, C14z, C15 och C16 (C6-C16) utvecklades i slutet av 1960-talet inför leveransen av C6.
Tanken var att konstruera en modern hytt med god sikt och bättre värmeisolering än tidigare vagnar haft, automatisk inbromsning vid restriktiv hyttsignal, snabbstart samt anpassning för enmansdrift.
Efter en del år började ett flertal förare få besvär med rygg och axlar vid körning av dessa vagnar och problemen lokaliserades till körspakarna som måste hållas "med tryck" i fartläge.
Efter prov med flera varianter av körspakar beslöts att installera ett enspaksbord med en "päronknopp" som är fjäderbelastad i vertikalled men ej horisontalled mellan noll och fartläge.
Samtidigt infördes en fotpedal som ett alternativt säkerhetsgrepp. Vidare infördes nya uppladdnings- och nödbromsenheter i stället för de föråldrade förarbromsventilerna, fasta nya förarstolar samt nya strömställarpaneler.
Denna typ av ombyggnad genomfördes under 1990 talet och början på 2000 talet på C6, C8, C12, C13, C14 och C15. En förenklad variant genomfördes på Saltsjöbanans C10 och C11.